# Cecil B. DeMille Award

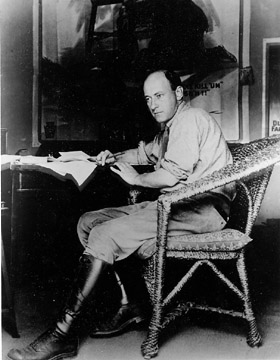
Cecil B. DeMille

De Cecil B. DeMille Award, uitgereikt aan personen die een 'buitengewone bijdrage hebben geleverd aan de entertainmentindustrie' gedurende een lange filmcarrière, wordt sinds 1952 uitgereikt tijdens de Golden Globe Award ceremonie. De prijs werd genoemd naar regisseur Cecil B. DeMille (1881-1959). Sinds 2019 bestaat er ook een gelijkaardige prijs voor televisie, namelijk de Carol Burnett Award.

## Ontvangers
De volgende personen hebben de Cecil B. DeMille Award ontvangen:
- 1952: Cecil B. DeMille
- 1953: Walt Disney
- 1954: Darryl F. Zanuck
- 1955: Jean Hersholt
- 1956: Jack L. Warner
- 1957: Mervyn LeRoy
- 1958: Buddy Adler
- 1959: Maurice Chevalier
- 1960: Bing Crosby
- 1961: Fred Astaire
- 1962: Judy Garland
- 1963: Bob Hope
- 1964: Joseph E. Levine
- 1965: James Stewart
- 1966: John Wayne
- 1967: Charlton Heston
- 1968: Kirk Douglas
- 1969: Gregory Peck
- 1970: Joan Crawford
- 1971: Frank Sinatra
- 1972: Alfred Hitchcock
- 1973: Samuel Goldwyn
- 1974: Bette Davis
- 1975: Hal B. Wallis
- 1976: niet uitgereikt
- 1977: Walter Mirisch
- 1978: Red Skelton
- 1979: Lucille Ball
- 1980: Henry Fonda
- 1981: Gene Kelly
- 1982: Sidney Poitier
- 1983: Laurence Olivier
- 1984: Paul Newman
- 1985: Elizabeth Taylor
- 1986: Barbara Stanwyck
- 1987: Anthony Quinn
- 1988: Clint Eastwood
- 1989: Doris Day
- 1990: Audrey Hepburn
- 1991: Jack Lemmon
- 1992: Robert Mitchum
- 1993: Lauren Bacall
- 1994: Robert Redford
- 1995: Sophia Loren
- 1996: Sean Connery
- 1997: Dustin Hoffman
- 1998: Shirley MacLaine
- 1999: Jack Nicholson
- 2000: Barbra Streisand
- 2001: Al Pacino
- 2002: Harrison Ford
- 2003: Gene Hackman
- 2004: Michael Douglas
- 2005: Robin Williams
- 2006: Anthony Hopkins
- 2007: Warren Beatty
- 2008: niet uitgereikt
- 2009: Steven Spielberg
- 2010: Martin Scorsese
- 2011: Robert De Niro
- 2012: Morgan Freeman
- 2013: Jodie Foster
- 2014: Woody Allen
- 2015: George Clooney
- 2016: Denzel Washington
- 2017: Meryl Streep
- 2018: Oprah Winfrey
- 2019: Jeff Bridges
- 2020: Tom Hanks
- 2021: Jane Fonda
- 2022: niet uitgereikt
- 2023: Eddie Murphy
- 2024: niet uitgereikt
- 2025: Viola Davis